# Castellar de n’Hug
Castellar de n’Hug (katalanisch: kəstəˈʎa ðə ˈnuk, spanisch: Castellar de Nuch) ist eine Gemeinde mit 164 Einwohnern (Stand: 2024) in der Comarca Berguedà am Oberlauf des Flusses Llobregat in der spanischen Provinz Barcelona.
Das Dorf liegt an einem Südausläufer der Pyrenäen. Der Fluss Llobregat hat seine Quelle im Gemeindegebiet. Am Dorfrand führt die Straße B-403 entlang, über die es mit La Pobla de Lillet und über die Creueta mit Ripollès und Cerdanya verbunden ist. Bürgermeister ist Salvador Juncà Armengou (2015).
Die im Stil des katalanischen Modernismus errichtete Zementfabrik Clot del Moro ist heute geschlossen und dient heute als Zementmuseum, das über eine als Museumseisenbahn genutzte Schmalspurbahn mit dem Schmalspurbahnmuseum von La Pobla de Lillet verbunden ist. 
In der im romanischen Stil errichtete Kirche von Sant Vincenç de Rus conserves sind einige originale Fresken erhalten.